# Mickhausen
Mickhausen – miejscowość i gmina w Niemczech, w kraju związkowym Bawaria, w rejencji Szwabia, w regionie Augsburg, w powiecie Augsburg, wchodzi w skład wspólnoty administracyjnej Stauden. Leży w Parku Natury Augsburg – Westliche Wälder, około 24 km na południowy zachód od Augsburga, nad rzeką Schmutter.

## Polityka
Wójtem gminy jest Hans Biechele, poprzednio urząd ten obejmował Anton Müller, rada gminy składa się z 12 osób.
|      | CSU/UWG | Grüne Halde Münster | Staudendörflein Grimoldsried | Razem |
| 2008 | 4       | 5                   | 3                            | 12    |
| 2002 | 5       | 4                   | 3                            | 12    |